# إليزابيث إف. إليت
كانت إليزابيث فرايز إليت (18 أكتوبر 1818 - 3 يونيو 1877) كاتبة ومؤرخة وشاعرة أمريكية. وهي أول كاتبة تدون حياة النساء اللاتي ساهمن في الحرب الثورية الأمريكية.
ولدت إليزابيث فرايز لوميس في نيويورك، ونشرت كتابها الأول، قصائد، مترجمة وأصلية، في 1835. تزوجت من الكيميائي وليام هنري إليت وانتقل الزوجان إلى كارولينا الجنوبية. نشرت العديد من الكتب وساهمت بكتاباتها إلى عدد من الدوريات. وفي 1845، عادت إلى نيويورك وأخذت مكانها في الساحة الأدبية هناك.
أحاطت باسمها فضيحة عامة شملت إدغار آلان بو وفرانسيس سارجنت أوسغود، ولاحقًا في فضيحة أخرى شملت روفس ويلموت غريزوولد. نُشرت أهم أعمال إليت، نساء الثورة الأمريكية، في 1845. ويلخص الكتاب، المكون من ثلاث مجلدات، حياة النساء الوطنيات في بدايات تاريخ الولايات المتحدة. واصلت إليت الكتابة حتى وفاتها عام 1877.

## سيرتها المهنية
نشرت إليزابيث لوميس في 1835 كتابها الأول بعنوان قصائد، مترجمة وأصلية، الذي تضمن التراجيديا، تيريزا كونتاريني، المستوحاة من تاريخ البندقية، وكان الأداء المسرحي لها ناجحًا في نيويورك ومدن أخرى. تزوجت في ذلك الوقت تقريبًا من وليام هنري إليت (1806 - 1859)، كيميائي من مدينة نيويورك. انتقل الزوجان إلى كولومبيا بولاية كارولينا الجنوبية، حيث أصبح في 1836 أستاذًا للكيمياء وعلم المعادن والجيولوجيا في جامعة كارولينا الجنوبية.
ونشرت إليت بحدود ذلك الوقت عدة كتب. ففي 1839 كتبت شخصيات شيلر، مقالة نقدية عن الكاتب فريدريك شيلر بما في ذلك ترجمتها للعديد من قصائده. وكتبت مشاهد من حياة جوانا الصقلية، سرد تاريخي يحكي أنماط حياة نساء طبقة النبلاء، وتجوال في الريف، وصف حيوي للمناظر التي رصدتها في رحلاتها عبر الولايات المتحدة عام 1840. وواصلت كتابة القصائد والترجمات والمقالات عن الأدب الأوروبي والتي ساهمت بها إلى عدة دوريات أمريكية منها المراسل الأدبي في الجنوب. كتب إليت بخصب ضمن مجموعة واسعة من الأنواع الأدبية.
في 1845، تركت إليت زوجها في الجنوب، وعادت إلى مدينة نيويورك حيث استأنفت مكانتها عضوًا في المجتمع الأدبي إلى جانب كتاب مثل مارغريت فولر، وآن لينش بوتا، وإدغار آلان بو، وروفس ويلموت غريزوولد، وآنا كورا موات وفرانسيس سارجنت أوسغود.

### الفضيحة
كانت إليت من بين الأسماء التي برزت في فضيحة مشينة تورط فيها إدغار آلان بو وفرانسيس سارجنت أوسغود، وكلاهما كان متزوجًا من آخر. تختلف الروايات حول تفاصيل الفضيحة وتسلسل الأحداث. وكان بو في ذلك الوقت بأوج شهرته بفضل عمله «الغراب». أرسلت له عدة نساء في المجتمع الأدبي رسائل، بمن فيهن إليت وأوسغود. ولعل بعض الرسائل المرسلة كانت غزلية أو غرامية. أمضت إليت وقتًا مع بو في مناقشة الأمور الأدبية. ومن المحتمل أن إليت شعرت بالمنافسة مع أوسغود على مشاعر بو. وخلال ذلك الوقت، كتب بو عدة قصائد إلى أوسغود وعنها، بما في ذلك «عيد حب».
وفي إحدى الزيارات إلى منزل بو في يناير 1846، زُعم أن إليت رأت رسائل من أوسغود، عرضتها عليها زوجة بو، فرجينيا، وبعد ذلك نصحت أوسغود باسترجاعهم، طلب يلمح إلى أن رسائلها كانت ضربًا من الطيش. وبالنيابة عن أوسغود، طلبت مارغريت فولر وآن لينش بوتا من بو إعادة الرسائل. أشار بو، الغاضب من تدخلهن، إلى أنه من الأفضل لإليت أن «تقلق بشأن رسائلها الخاصة». إحدى هذه الرسائل، المكتوبة باللغة الألمانية، طلبت فيها من بو «القدوم إلى المنزل هذا المساء»، عبارةٌ من المفترض أن تكون إيحاء مغريًا، لكن بو إما تجاهلها أو لم يفهم معناها. ومن ثم جمع رسائل إليت وتركها في منزلها. وعلى الرغم من إعادة رسائلها، طلبت إليت من شقيقها «استرجاعهم». لم يعتقد شقيقها العقيد وليام لوميس أن بو قد أعادهم بالفعل، وهدد بقتله. ومن أجل الدفاع عن نفسه، طلب بو مسدسًا من توماس دن إنجلش، الذي لم يصدق أن إليت أرسلت إلى بو أي رسائل على الإطلاق.
هدد زوج أوسغود، صموئيل ستيلمان أوسغود، بمقاضاة إليت ما لم تعتذر رسميًا. تراجعت عن تصريحاتها في رسالة إلى أوسغود قائلة: «لا بد أن الرسالة التي أرتها لي السيدة بو كانت مزورة، اختلقها بو بنفسه». وألقت اللوم كله على بو، مشيرة إلى أن الحادث كان بسبب بو، «فهو عصبي وتصرفاته مرهونة بالجنون». انتشرت الإشاعة القائلة بأن بو كان مجنونًا من قِبل إليت وأعداء بو الآخرين، وتداولتها الدوريات في النهاية. تلاشت الفضيحة، بعد لم شمل أوسغود بزوجها. لكن فرجينيا زوجة بو المريضة تأثرت كثيرًا بالفضيحة. وفي مطلع يوليو 1845، كانت تتلقى رسائل مجهولة المصدر، لربما من إليت، تُذكر فيها تصرفات زوجها الطائشة المزعومة. وادعت فرجينيا وهي على فراش الموت أن «السيدة إي. كانت قاتلتها». وحسبما وصف بو بعد سنوات، «لقد احتقرت السيدة إي. لأنها ببساطة مقيتة ومؤذية، وحتى يومنا هذا لم تتوقف أبدًا عن المضايقات التي تتستر وراءها». يسود الاعتقاد بأن بو كتب القصة القصيرة «الضفدع القافز» باعتبارها انتقامًا أدبيًا من إليت وآخرين.

### نساء الثورة الأمريكية
في نحو عام 1846، بدأت إليت مشروعًا كبيرًا في الكتابة التاريخية: لتقديم سرد قصصي عن حياة النساء اللاتي ضحين من أجل الثورة الأمريكية والتزمن بها. تمكنت من ذلك من خلال البحث عن الرسائل والمذكرات غير المنشورة، ومن خلال إجراء مقابلات مع أحفاد عصر الثورة والنساء على الحدود، لتصبح أول مؤرخة للثورة تتولى مسعى كهذا. نوهت إلى «وفرة المواد التي تذكر تاريخ النضال [المذكر]» وحاولت إضافة التوازن من خلال سرد الجانب الأنثوي، فأشارت إلى «الأمهات» المؤسسات اللاتي لعبن دورًا في «منازلهن بالتنشئة على حب الحرية المدنية الذي أشعل فيما بعد لهبًا وأنار العالم».
وجدت الكثير من المعلومات عن النساء الوطنيات لدرجة أنه كان لا بد من نشر الطبعة الأولى من كتاب نساء الثورة الأمريكية (1848) في مجلدين. لاقى هذان المجلدان استحسانًا كبيرًا، ونُشر مجلد ثالث يشمل مواد إضافية في 1850. ويعتبر المؤرخون اللاحقون أن هذه المجلدات تمثل أهم أعمالها. عملت إليت أيضًا على تأليف التاريخ المحلي للثورة الأمريكية، لخصت فيه نفس المواضيع في شكل سردي ونُشر أيضًا في 1850.
روت إليت قصص نساء من كل مستعمرة ومن جميع طبقات المجتمع، باستثناء الأمريكيات من أصل أفريقي، اللاتي اختارت تجاهل دورهن. كانت بعض النساء اللاتي كتبت عنهن، مثل مارثا واشنطن، وأبيغيل آدامز، وميرسي أوتيس وارن، وآن إليزا بليكر، من بين أخريات، مشهورات بحد ذاتهن. وكتبت أيضًا عن النساء اللاتي كن مغمورات ولكنهن على نفس القدر من القيمة: زوجات الأبطال اللاتي قمن خلال الحرب الثورية الأمريكية بتربية الأطفال والدفاع عن منازلهن. فقالت: «يكاد يكون من المستحيل اليوم إدراك التأثير الهائل لوطنية المرأة على أقدار الجمهورية الوليدة».
ساعد عالم الأنطولوجيا والناقد روفس ويلموت غريزوولد، إليت على إنتاج كتابها ومنحها إمكانية الوصول إلى سجلات جمعية نيويورك التاريخية، الذي كان عضوًا فيه. لم تعترف بمساعدته، مما أثار غضب غريزوولد الحقود. إذ قال في إحدى المراجعات: «بمساعدة قلة من السادة الأكثر دراية منها بالتجربة العامة والمحلية، قدمت عملًا قيمًا ومثيرًا للاهتمام».